# Al-Farahidi
’Abū ‘Abd ar-Raḥmān al-Ḫalīl bin ’Aḥmad bin ‘Amrū bin Tamīm al-Farāhīdī al-’Azdī al-Yaḥmadī al-Baṣrī (718-786 d.Hr.) (în arabă: أبو عبد الرحمن الخليل بن أحمد بن عمرو بن تميم الفراهيدي الأزدي اليحمدي البصري), mai cunoscut ca al-Ḫalīl bin ’Aḥmad sau pur și simplu al-Farāhīdī, este unul dintre primii filologi și lexicografi arabi, celebru mai ales pentru faptul că a elaborat primul dicționar al limbii arabe, dar și pentru alte inovații în domeniul lingvistic.

## Viața
Al-Farāhīdī s-a născut în anul 718 în Oman, dar a trăit și a predat în Irak la al-Baṣra unde a și murit la vârsta de peste șaptezeci de ani. Anul morții sale nu este cunoscut cu exactitate: 791 d.Hr. / 175 H., sau 786 d.Hr. / 170 H. sau 776 d.Hr. / 160 H. Informații despre viața sa găsim de exemplu la autorul al-Marzubānī (910-994) în lucrarea acestuia Kitāb al-muqtabas fī ’aḫbār an-nuḥāt wa-l-’udabā’ wa-š-šu‘arā’ wa-l-‘ulamā’, și în celebrul Kitāb al-fihrist de Ibn an-Nadīm (m. 995 / 998).
Din surse aflăm că a dus o viață pioasă și modestă, trăind din vânătoarea cu șoimi și deținând o grădină pe care i-o lăsase tatăl său. În tinerețe a aderat la gruparea kharigită ṣufriyya, dar ulterior a îmbrățișat islamul sunnit sub influența profesorului său ’Ayyūb as-Saḫtiyānī (m. 748) care era un cunoscut specialist în jurisprudența islamică.
A urmat studii de filologie arabă încurajat fiind de doi învățați de la al-Baṣra, ‘Īsā bin ‘Umar aṯ-Ṯaqafī și ’Abū ‘Amr bin al-‘Alā’. Devenit el însuși profesor, a avut numeroși elevi printre care faimoșii Sībawayhi, al-’Aṣma‘ī și al-Layṯ bin al-Muẓaffar. Călătoriile sale la Mecca, întreprinse aproape în fiecare an, i-au permis să intre în contact cu o multitudine de dialecte arabe.
Lui îi sunt atribuite următoarele cuvinte: “Dacă învățații nu sunt sfinți ai lui Dumnezeu, atunci Dumnezeu nu are sfinți.”

## Opera
Al-Farāhīdī a avut contribuții majore în domeniul gramaticii și lexicografiei arabe și în cel al metricii. Se consideră că el este adevăratul întemeietor al filologiei arabe. Cercetătorii au stabilit că în mod clar el a avut o contribuție însemnată la celebra lucrare al-Kitāb a discipolului său Sībawayhi - cunoscută ca prima gramatică sistematică a limbii arabe - nu doar în ceea ce privește materialul în sine, ci și sistematizarea operei. În cartea sa Sībawayhi citează numeroși lingviști anteriori și contemporani, cel mai frecvent fiind menționat maestrul său al-Farāhīdī care este citat de peste 600 de ori în legătură cu diverse fapte de gramatică.
Al-Farāhīdī a fost cel care a avansat ideea că termenii limbii arabe sunt structurați pe rădăcini formate din trei până la cinci consoane radicale și că rădăcinile ce depășesc aceste limite reprezintă împrumuturi lexicale.
Lui al-Farāhīdī i se atribuie o lucrare intitulată Kitāb al-ğumal fi-n-naḥw, în care sunt tratate conceptele de naṣb, raf‘, ḫafḍ, ğazm, ’alifāt, lāmāt, hā’āt, tā’āt, wāwāt, lām-’alifāt, al-iḫtilāf fī ma‘ānīhi în legătură cu o serie de versuri, majoritatea anonime.
Autorul Ibn Ḫallikān din secolul al XIII-lea menționează în dicționarul său biografic Wafayāt al-’a‘yān wa-’anbā ’abnā’ az-zamān că printre lucrările lui al-Farāhīdī s-a numărat și un Kitāb fi-l-‘awāmil, iar în Kitāb al-fihrist de Ibn an-Nadīm se menționează o lucrare Kitāb aš-šawāhid atribuită de asemenea marelui filolog de la al-Baṣra.
Într-un mic tratat intitulat al-Ḥurūf (“Literele”), cunoscut și ca Risāla fī ma‘na-l-ḥurūf (“Epistolă despre sensul literelor”) dar care nu figurează pe listele vechilor biografi și bibliografi arabi, al-Farāhīdī se ocupă de semnificațiile pe care le au literele alfabetului arab pe care le susține citând versuri vechi.

## Nașterea prozodiei arabe
Potrivit biografilor arabi, al-Farāhīdī este părintele prozodiei arabe, el fiind cel care a stabilit regulile acesteia și a fundamentat o teorie acceptată până în zilele noastre. Lucrând cu versuri din poezia preislamică și postislamică pentru a cerceta sensurile cuvintelor, particularități lingvistice și construcții gramaticale, el a descoperit că silabele scurte și cele lungi alternau și se repetau după modele precise. El a împărțit aceste unități în funcție de cantitate în cinci cercuri concentrice, punând astfel la punct un sistem simplu și remarcabil de a reprezenta în mod grafic ordinea metrică a versurilor, luând în considerare și accentul ritmic.
Sistemul metric al lui al-Farāhīdī, ce cuprinde 14 metri de bază, a fost adoptat de toți autorii ulteriori. Al-Farāhīdī a dat de asemenea denumirile metrilor și a introdus o serie de alte concepte esențiale, astfel încât metrica a ajuns să fie numită în limba arabă ‘ilm al-Ḫalīl, adică “știința lui al-Ḫalīl” pur și simplu. El însuși a numit acest domeniu al-‘arūḍ, termen folosit până astăzi în arabă pentru “metrică”, “prozodie”.
Tratatul original al lui al-Farāhīdī despre metrică, Kitāb al-‘arūḍ (“Cartea prozodiei”), nu pare să fi supraviețuit, dar conținutul lui poate fi dedus din lucrări ulterioare ale altor autori, precum al-‘Iqd al-farīd de Ibn ‘Abd Rabbihi (860-940). În Kitāb al-fihrist mai sunt pomenite două cărți ale lui al-Farāhīdī despre tonuri și timpi ritmici, Kitāb an-naġam și Kitāb al-’īqā‘.

## Kitāb al-‘ayn
Principala lucrare a lui al-Farāhīdī este Kitāb al-‘ayn considerată drept primul dicționar de limba arabă, în care autorul a inclus mult material fonologic, sintactic, morfologic și dialectal. Lucrarea nu este structurată alfabetic ci după așa-zisa “ordine a lui al-Ḫalīl”, adică după anumite grupuri de sunete (principiul fonetic permutativ) – posibil sub influență indiană: ‘, ḥ, h, ḫ, ġ, q, k, ğ, š, ḍ, ṣ, s, z, ṭ, d, t, ẓ, ḏ, ṯ, r, l, n, f, b, m, w, ’alif, y, ’.
Cercetările au demonstrat că opera nu a ajuns până la noi în forma ei inițială. La moartea lui al-Farāhīdī dicționarul a fost completat, editat și publicat de către elevul său al-Layṯ bin al-Muẓaffar.  Puțin mai târziu, în jurul anului 815, lucrarea a fost revizuită de un anume ’Abū Mu‘āḏ ‘Abd Allāh bin ‘Ā’iḏ. Au urmat completări și corectări, inclusiv sub forma respingerilor (rudūd). Au fost alcătuite mai multe rezumate ale lucrării și este bine cunoscut faptul că nu de puține ori lexicografii ulteriori au recurs direct sau indirect la Kitāb al-‘ayn adeseori citând din el. Practic, dicționarul lui al-Farāhīdī a servit drept model și sursă de inspirație pentru numeroși filologi arabi.
Un prim fascicul din Kitāb al-‘ayn a fost publicat de părintele ’Anastās al-Karmalī sub titlul Al-Layṯ bin al-Muẓaffar, Kitāb al-‘ayn fi-l-luġa, Bagdad, 1914, iar o nouă ediție de către ‘Abd Allāh Darwīš, Kitāb al-‘ayn ’awwal mu‘ğam fi-l-luġa al-‘arabiyya li-l-Ḫalīl bin ’Aḥmad al-Farāhīdī, Bagdad, 1967.